# Kimitoön
Kimitoön [t̠ʃimitoø:n] (finska: Kemiönsaari) är en kommun i landskapet Egentliga Finland i Finland. Kommunen bildades i början av 2009 och består av före detta Dragsfjärds, Kimito och Västanfjärds kommuner. Kommunernas fullmäktige accepterade kommunsammanslagningen den 26 juni 2007. Kimitoön har cirka 6 614 invånare och en total areal av 2 801,21 km² varav 2 114,25 km² är land.
Kommunen är tvåspråkig med svenska som majoritetsspråk (68,5 procent) och finska som minoritetsspråk (28,2 procent).
Uttrycket Kimitoön användes också före kommunsammanslagningen i den oegentliga betydelsen Kimitoön med närliggande områden.
Kimitoön valdes till Finlands mest attraktiva besöksmål av Finlands största resetidskrift Mondo år 2016.

## Byar och tätorter i Kimitoöns kommun
Albrektsböle, Berga, Billböle, Biskopsö, Bjensböle, Björkboda, Bogsböle, Bolax, Branten, Bredvik, Brokärr, Brännboda, Båtkulla, Böle, Dalby, Dalen, Dalkarlby, Dalsbruk, Digerdal, Dragsfjärd, Eknäs, Elmdal, Engelsby, Finnudden, Finsjö, Flugböle, Fröjdböle, Galtarby, Gammelby, Genböle, Gräggnäs, Gräsböle, Grönstrand, Gundby, Gästerby, Gölpo (uttalas jölpå), Hammarsboda, Hasselbacken, Helgeboda (varav Rudå är en del), Hertsböle, Hitis, Holma, Hova, Hulta, Högmo, Högsåra, Illo, Kalkila (uttalas kaltjila), Kaskärr, Kasnäs, Kaxskäla, Kila, Kobböle, Koddböle, Koivuranta, Koustar, Kuggböle, Kråkvik, Kulla, Kvarnböle, Kyrkbacken, Kårkulla, Kärra, Labbnäs, Labböle, Lamkulla (uttalas lamm-), Lappdal, Lemnäs, Lillfinnhova, Lillvik, Linnarnäs, Långnäs, Lövböle, Majniemi, Makila (uttalas ma:tjila),  Mattböle, Mattkärr, Misskärr, Mjösund, Måsa, Nivelax, Nordanå, Nordvik, Norrlammala, Norrlångvik (belägen vid Norrlångviken), Norrsundvik, Nybacka, Orrnäs, Pajböle, Pederså, Pungböle, Purunpää, Påvalsby, Pörtsnäs, Reku, Rosala, Rosendal, Rugnola (uttalas rungnåla), Rövik, Sandö, Sirnäs, Sjölax, Skarpböle, Skinnarvik (med flotthamn), Skoböle, Skog (del av Tolvsnäs), Skogsböle, Skålböle, Skånpusten, Skäggböle, Släts, Smedaböle, Smedsböle, Smedskulla, Småland, Stenmo, Storfinnhova, Strömma, Stusnäs, Stubbnäs, Sundvik, Sunnanå, Söderby, Söderlammala, Söderlångvik, Söglö, Tappo, Tavasttrona, Tjuda, Tolvsnäs (vid Tolvsnäsfjärden), Torsböle, Trotby (uttalas tro:t-), Träskböle, Träskö, Tynglax (del av Hertsböle), Vestlax, Viksgård, Viksvidja, Villkärr, Vreta, Vänoxa, Vänö, Västankärr, Västermark, Västerudden, Ytterkulla (del av Kulla), Ölmos (med Ytterölmos och Överölmos), Östanå och Östermark.

## Övrigt om geografi
- Sandö ström är ett sund mellan Kimito och Karuna i Sagu kommun.
- Träsköfjärden skiljer Kimitoön från delen Finby i Salo stad.
- Här finns också fjärden Bruksfjärden (utanför Dalsbruk), Gullkrona fjärd (som utgör gräns mot Pargas, sundet Jungfrusund, viken Galtarbyviken, farleden Lövö krokar, grundet Järngrynnan (med fyr), stranden Ölmos Långsidan, öarna Falkö, Helsingholmen, Sandö, Hitislandet (se Hitis), Högland, Kivskär (med seglarhamn), Rosalalandet (se Rosala), Snåldön, Storö, Tunnhamn (skärgrupp), Örö (kustfort), Finsjölandet, Mågsholmarna, Synderstön samt sjöarna Dragsfjärden, Björkboda träsk och Hammarsboda träsk.

## Sevärdheter
- Kimito kyrka är en gråstenskyrka från 1325 och har fungerat både som befolkningsskydd och försvarsverk.
- I Västanfjärd finns det två kyrkor: den nya kyrkan och den gamla åttkantiga träkyrkan.
- Dalsbruk historiska bruksby vid havet, med historiska byggnader, en livlig hamn och många restauranger och besöksställen. I Dalsbruk finns en på 1920-talet uppförd slaggstenskyrka samt vandrings- och naturstigar. Cykelrutten Kustrutten går genom byn.[5]
- Den gula korskyrkan i Dragsfjärd uppfördes 1755. Här finns Dragsfjärds begravningsplats.
- Mellan Kimitoön och Bjärnå ligger Strömma kanal, den enda plats i Finland där man kan iaktta tidvatteneffekten.
- Örö fortö, som varit en militärö alltsedan ryska tiden men år 2015 öppnades för allmänheten och nu är ett av Skärgårdshavets främsta besöksmål.
- Bengtskärs fyr, Nordens högsta fyr, som fungerar som besöksmål med hotell och café i fyren.
- Söderlångviks museum som en gång i tiden var Amos Andersons (tidigare ägare av Hufvudstadsbladet) sommarresidens.
- Rosala vikingacentrum, ett besökscentrum som färggrant beskriver skärgårdens vikingatida historia
- Storfinnhova gård med sin skogsby och Finlands kanske vackraste rökbastu.[6]
- Krögarhålet/Krögarudden (beläget nära Jungfrusund), som var ett matställe för sjöfarare, med sina unika bergristningar från 1600/1700-talet.

## Politik

### Mandatfördelning i Kimitoöns kommun, valen 2008–2025
| 2 | 7 | 2 | 15 |  |

| 19 | 8 |

|  | 4 |  | 7 |  | 13 |

| 19 | 8 |

| 2 | 3 |  | 6 | 2 | 13 |

| 21 | 6 |

| 2 | 5 |  | 3 |  | 2 | 13 |

| 18 | 9 |

| 5 | 5 | 2 | 3 | 12 |

| 14 | 13 |

## Bildning

### Barndagvård och förskolor
- Hulta daghem och förskola

### Skolor
I Kimitoöns kommun finns fem svenskspråkiga skolor och två finskspråkiga skolor inom den grundläggande utbildningen. Därtill finns även ett svenskspråkigt gymnasium, Kimitoöns gymnasium. På ön finns även yrkesutbildningen Axxells utbildningar inom naturbruk.
- Amosparkens skola (Årskurs 1–6)
- Dalsbruks skola (Årskurs 1–9)
- Hitis-Rosala skola (Årskurs 1–6)
- Kemiönsaaren keskuskoulu (Årskurs 1–9)
- Kimitonejdens skola (Årskurs 7–9)
- Taalintehtaan koulu (Årskurs 1–6)
- Västanfjärds skola (Årskurs 1–6)

## Demografi

### Befolkningsutveckling
| Befolkningsutvecklingen i Kimitoöns kommun 1975–2020                                                         | Befolkningsutvecklingen i Kimitoöns kommun 1975–2020 | Befolkningsutvecklingen i Kimitoöns kommun 1975–2020 | Befolkningsutvecklingen i Kimitoöns kommun 1975–2020 | Befolkningsutvecklingen i Kimitoöns kommun 1975–2020 |
| --- | ---------------------------------------------------- | ---------------------------------------------------- | ---------------------------------------------------- | ---------------------------------------------------- |
| |                                                      |                                                      |                                                      |                                                      |
| År |                                                      |                                                      | Folkmängd                                            |                                                      |
| 1975 | 1975                                                 |                                                      | 9 485                                                |                                                      |
| 1980 | 1980                                                 |                                                      | 9 022                                                |                                                      |
| 1985 | 1985                                                 |                                                      | 8 676                                                |                                                      |
| 1990 | 1990                                                 |                                                      | 8 371                                                |                                                      |
| 1995 | 1995                                                 |                                                      | 8 041                                                |                                                      |
| 2000 | 2000                                                 |                                                      | 7 663                                                |                                                      |
| 2005 | 2005                                                 |                                                      | 7 462                                                |                                                      |
| 2010 | 2010                                                 |                                                      | 7 191                                                |                                                      |
| 2015 | 2015                                                 |                                                      | 6 909                                                |                                                      |
| 2020 | 2020                                                 |                                                      | 6 609                                                |                                                      |
| Anm: Uppgifterna avser förhållandena den 31 december nämnda år enligt områdesindelningen den 1 januari 2022. |                                                      |                                                      |                                                      |                                                      |

### Språk
Befolkningen efter språk (modersmål) den 31 december 2022. Finska, svenska och samiska räknas som inhemska språk då de har officiell status i landet. Resten av språken räknas som främmande. För språk med färre än 10 talare är siffran dold av Statistikcentralen på grund av sekretesskäl.
| Språk                        | Talare 2022-12-31 | Talare 2022-12-31 |
| Språk                        | Antal             | Andel (%)         |
| ---------------------------- | ----------------- | ----------------- |
| Hela befolkningen            | 6 549             | 100,0             |
| Inhemska språk totalt        | 6 342             | 96,8              |
| Svenska                      | 4 396             | 67,1              |
| Finska                       | 1 946             | 29,7              |
| Främmande språk totalt       | 207               | 3,2               |
| Estniska                     | 75                | 1,1               |
| Engelska                     | 14                | 0,2               |
| Spanska                      | 12                | 0,2               |
| Ryska                        | 12                | 0,2               |
| Thailändska                  | 11                | 0,2               |
| Språk med färre än 10 talare | 83                | 1,3               |

|  | Finska (29,7 %) |

|  | Svenska (67,1 %) |

|  | Främmande språk (3,2 %) |

|  | Finska (29,7 %) |

|  | Svenska (67,1 %) |

|  | Främmande språk (3,2 %) |

## Kultur och evenemang
- Baltic Jazz är en årlig jazzfestival i Dalsbruk i juli.
- Kimitoöns Musikfestspel i juli
- Kimito traktorkavalkad, Kimito i juli
- Festival Norpas, Dalsbruk i augusti
- Äppeldagen, Söderlångvik i september
- September Open i Dalsbruk i september

## Bilder

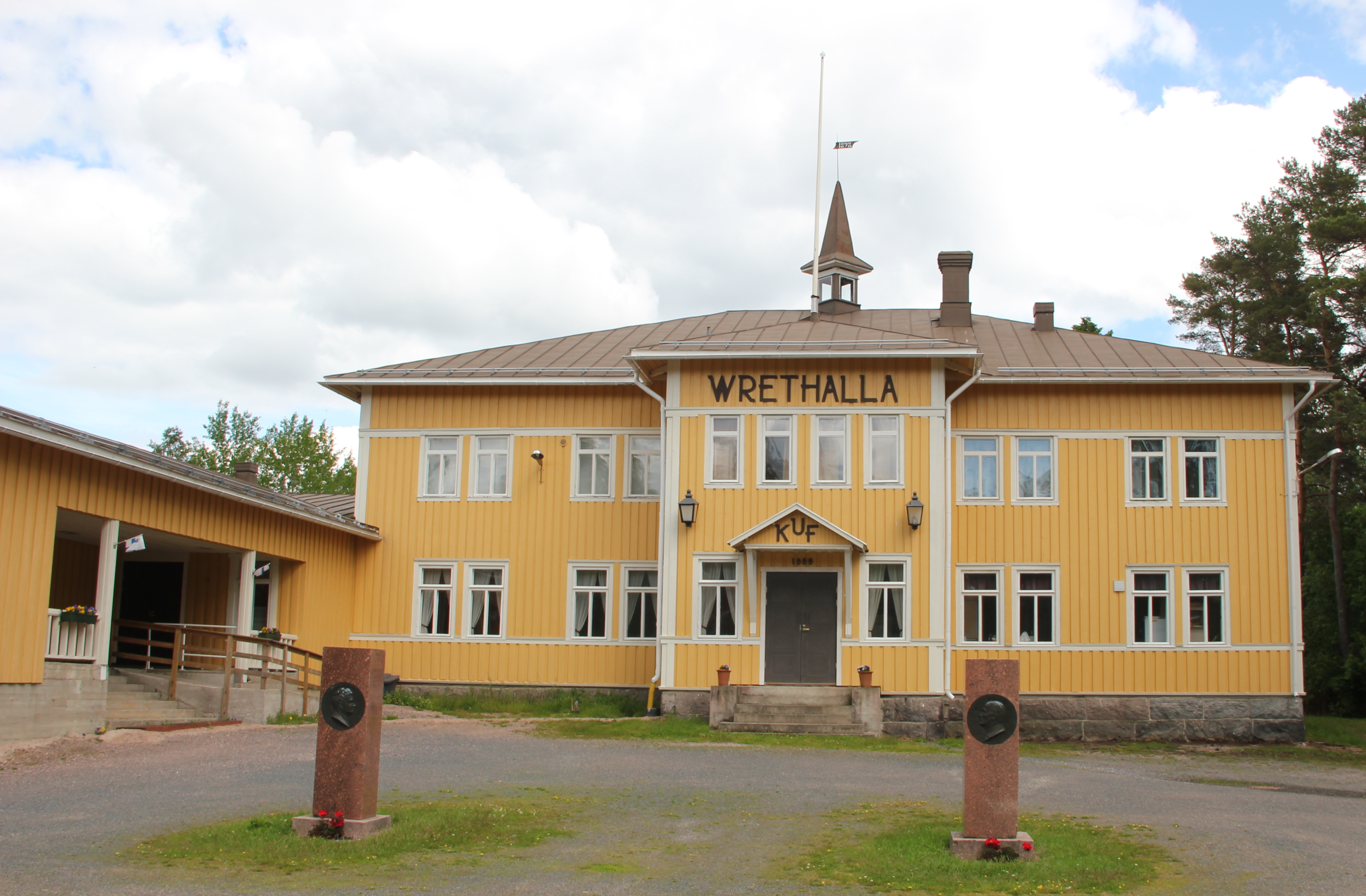
Wrethalla ungdomsföreningshus
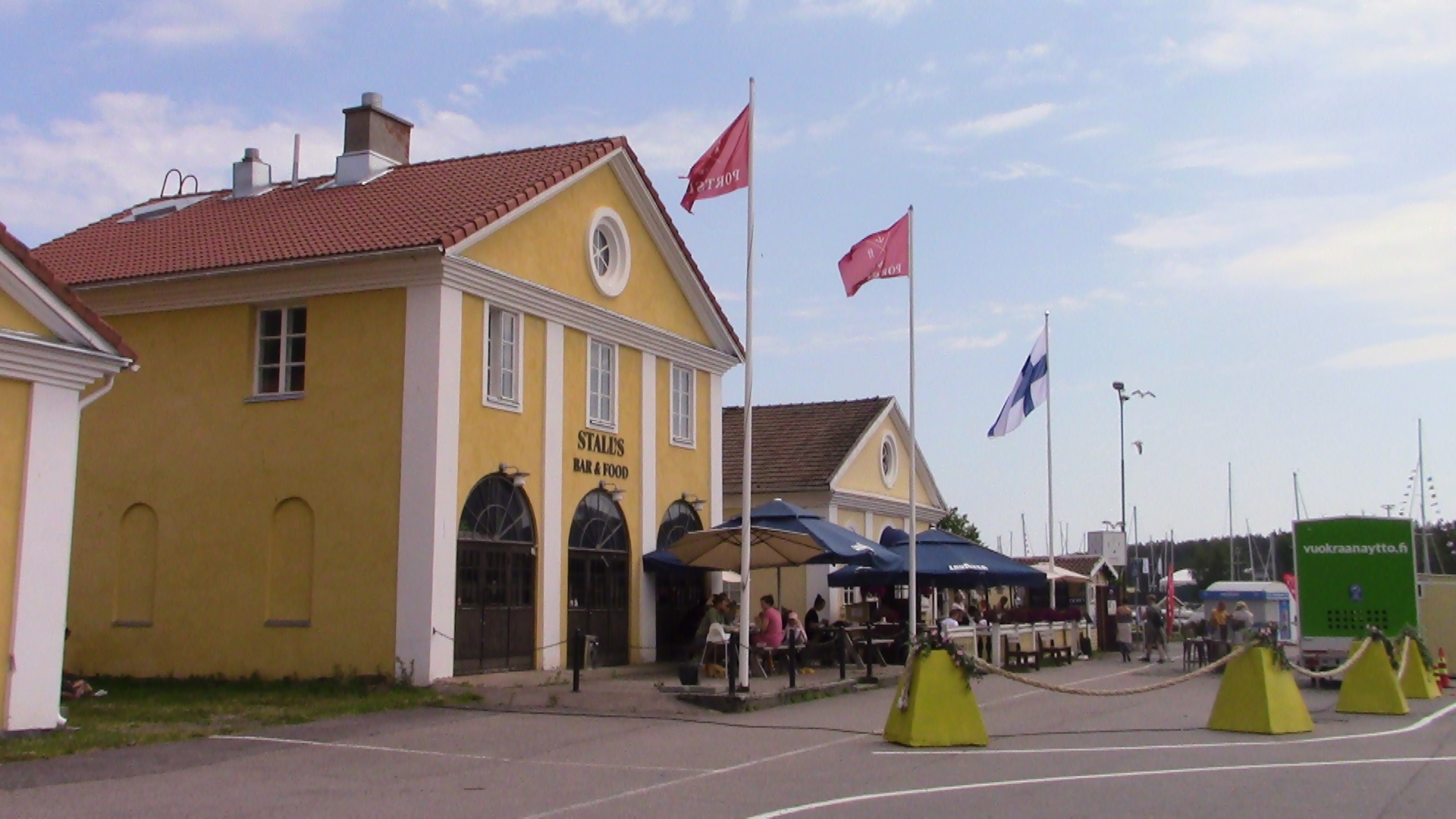
Strandmagasinen i Dalsbruk
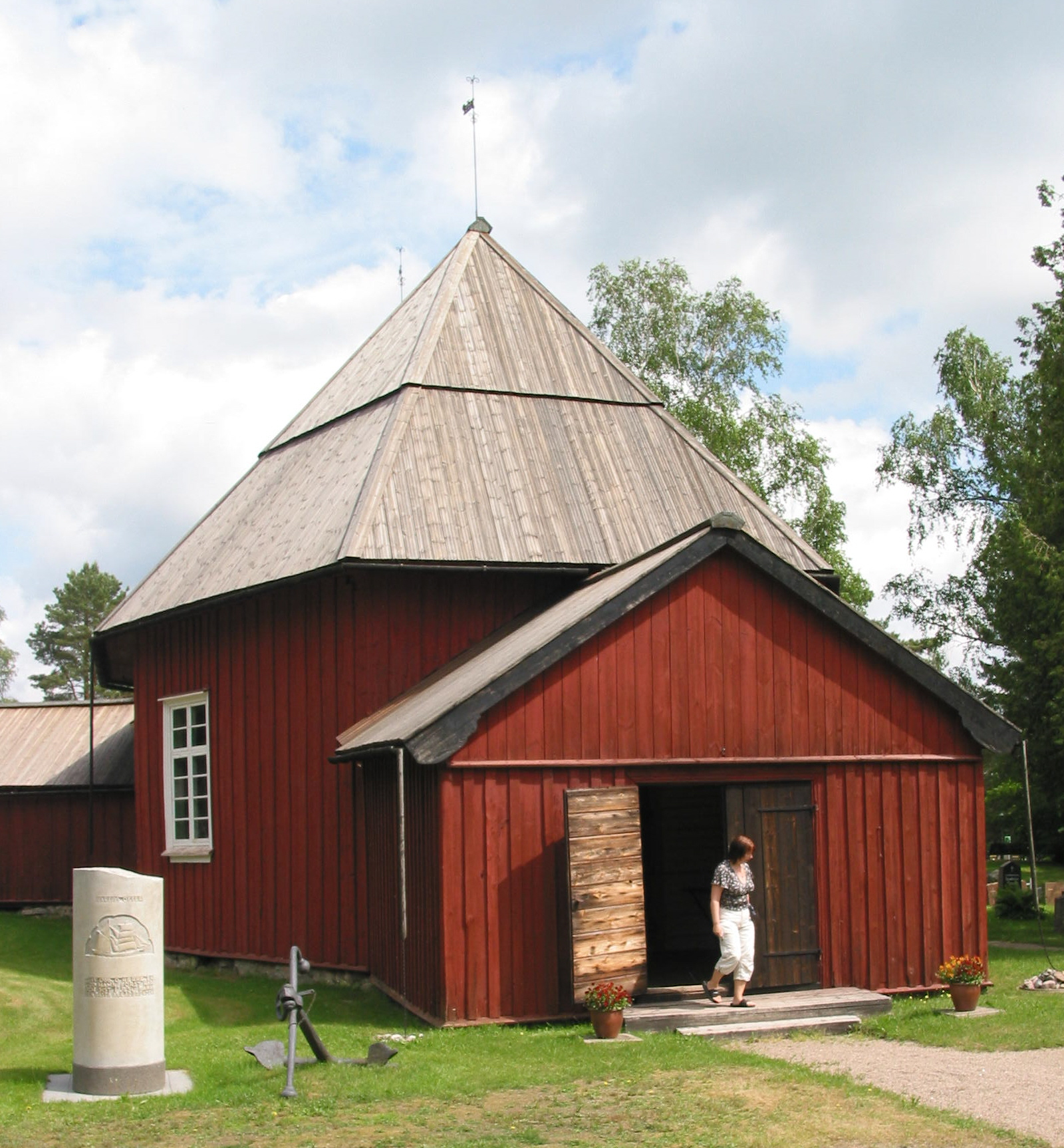
Västanfjärds gamla kyrka (1759)
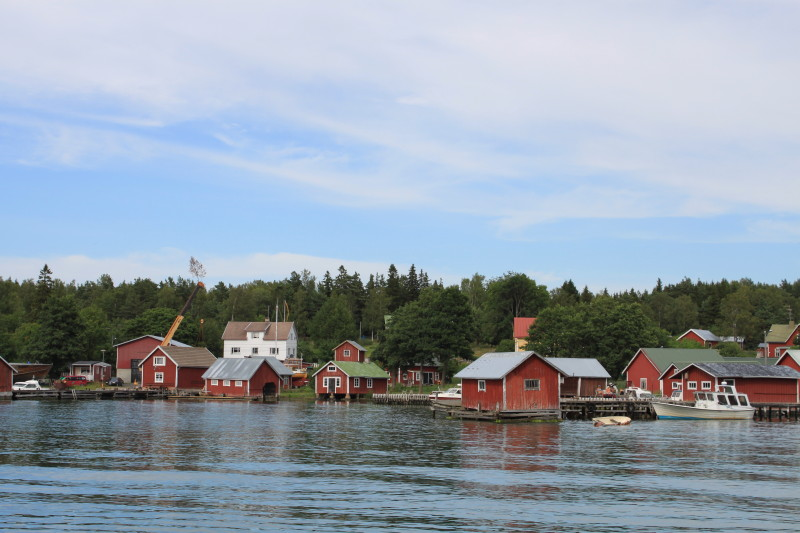
Rosala byhamn